# Lyonnais (langue)
Pour un article plus général, voir Francoprovençal.
Le lyonnais ou langue lyonnaise est un dialecte du francoprovençal, langue d'une zone géographique s'étendant en grande partie sur la région Auvergne-Rhône-Alpes, la Romandie, le Val d'Aoste et le Nord des Alpes piémontaises.

## Situation
Le lyonnais est sûrement[réf. nécessaire] le dialecte de la langue le plus moribond et pourrait disparaître dans le siècle à venir. Seules quelques personnes âgées le parlent encore, cependant que des groupes de langue associatifs tentent de sauver ce patrimoine linguistique, surtout dans le Pays lyonnais, au sud-ouest de Lyon, en l'exerçant lors de soirées patoisantes, notamment les « Amis de Lyon et de Guignol ». Les cours de patois connaissent un regain d'intérêt depuis quelques années[C'est-à-dire ?].
De plus, on peut constater qu'aujourd'hui encore, le français régional parlé à Lyon a été fortement influencé par la phonologie, la grammaire, la syntaxe et la sémantique du lyonnais, qui subsistent dans le parler lyonnais, via des tournures et une prononciation bien particulières qui subsistent chez les plus jeunes générations, autochtones et immigrés.[réf. nécessaire]
Il y a environ 1 000 locuteurs dans le Rhône[réf. nécessaire].

## Le francoprovençal lyonnais
Langue naturellement issue du latin vulgaire parlé à Lyon, le francoprovençal lyonnais a laissé beaucoup de traces en toponymie, qu'on retrouve encore en de très nombreux endroits à Lyon.

### Toponymie
La ville de Lyon, mais aussi l'ensemble de la région lyonnaise, est particulièrement riche en noms de lieux qui proviennent directement du dialecte lyonnais du francoprovençal.
| Nom du lieu | Dénomination                                                          | Mot francoprovençal                    | Prononciation        | Signification                  | Étymologie     |
| ----------- | --------------------------------------------------------------------- | -------------------------------------- | -------------------- | ------------------------------ | -------------- |
| Charpennes  | Quartier de Villeurbanne qui a donné son nom à une station de métro   | Charpènes, pluriel de Charpèna         | /ʃaʁpɛ́nə/, /ʃaʁpɛ́na/ | Charme                         | CarpinusLAT    |
| Sarra       | Quartier de Lyon 5e                                                   | Sèrrâ                                  | /saʁá/               | soirée                         | serusLAT       |
| Boutasse    | Quartier de Bron qui a donné son nom à une station du tramway de Lyon | Botace                                 | /butási/             | marécage                       | -              |
| Brotteaux   | Quartier de Lyon 6e                                                   | Brotiot, l'endroit où il y a des Brots | /bʁɔtʲó/, /bʁo/      | arbuste                        | BrustGER       |
| Montchat    | Quartier de Lyon 3e                                                   | Mont châl, de châl                     | /mɔ̃ʃa/, [/a/         | Bosquet                        | CalCEL         |
| Fourvière   | Colline de Lyon                                                       | Forviely                               | /fuʁvʲɛðə/           | Forum vieux                    | Forum VetusLAT |
| Villon      | Rue du 8e arrondissement de Lyon                                      | Vilyon                                 | /vijɔn/              | Branche d'osier                | ViticulaLAT    |
| Terraillon  | Quartier de la ville de Bron                                          | Tèrralyon                              | /taʁajõ/             | Paysan, cultivateur, maraîcher | TerraculaLAT   |

### Littérature en langue lyonnaise

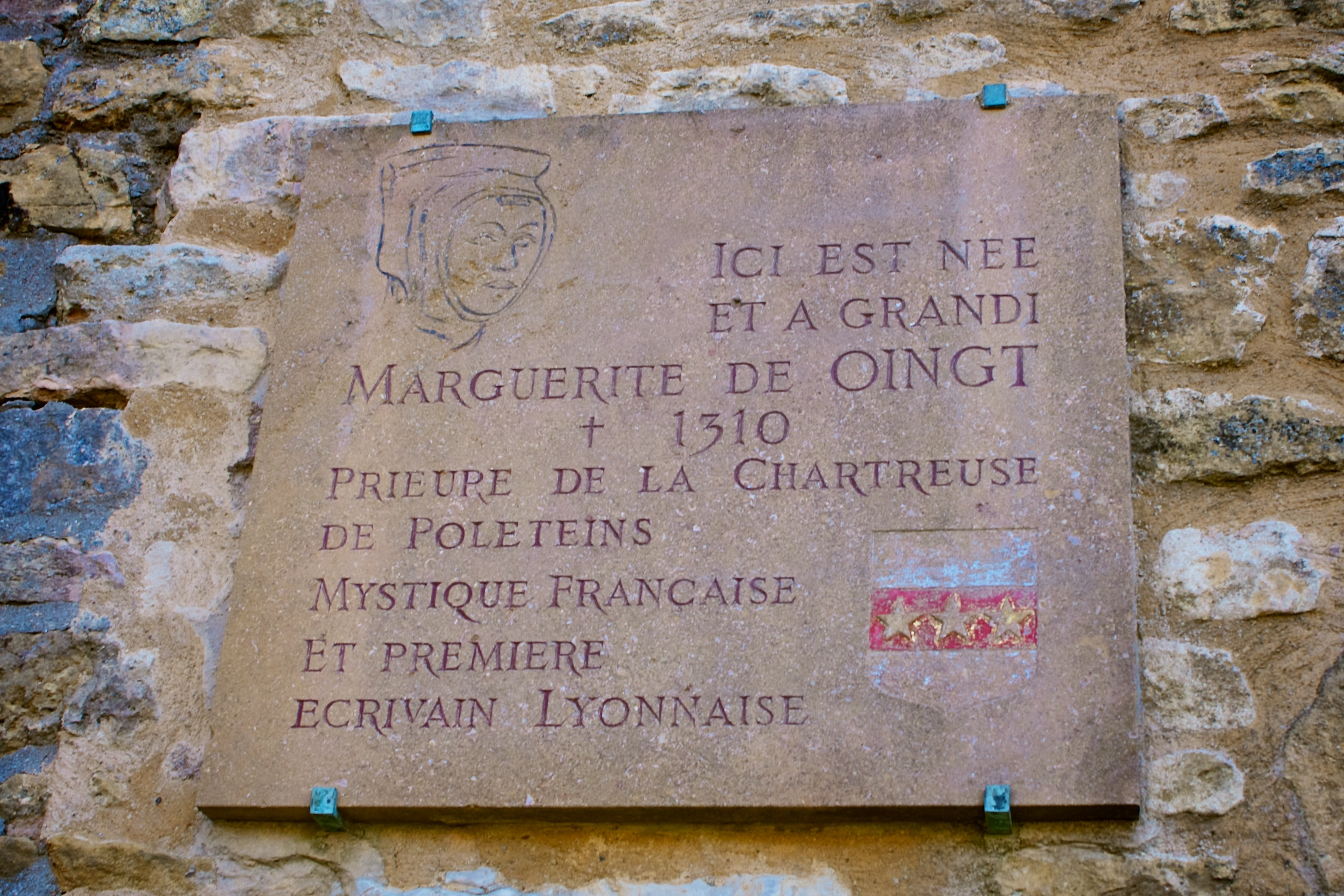
Plaque en hommage à Marguerite d'Oingt.

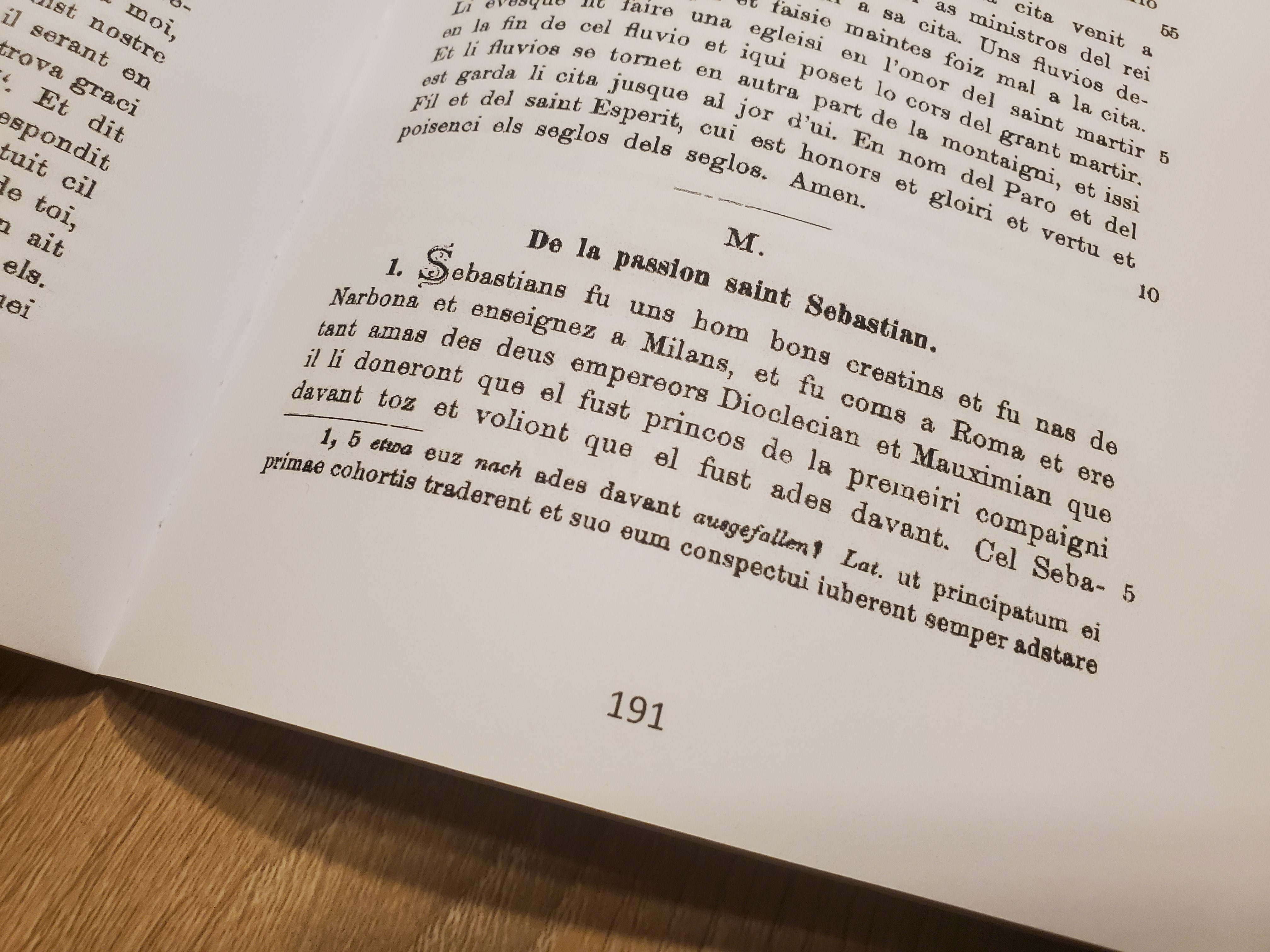
De la passion saint Adrian martir et de ses compagnons, et de Natale sa moillie(r)s : commencement du chapitre sur la vie de saint Adrien dans le Légendier lyonnais, recueil de vies de saints du XIIIe siècle écrit en francoprovençal lyonnais mâtiné de langue d'oïl.

Le francoprovençal a pendant longtemps été dévalorisé au point de vue socio-linguistique, cependant, à toutes les époques, on trouve des auteurs qui ont écrit en francoprovençal, et en particulier dans son dialecte lyonnais.
Voici une liste non exhaustive des différents auteurs :
- Marguerite d'Oingt (1240-1310)
- Guillaume Roquille, poète ripagérien
- Jean Cotton (1800-1866), poète caluirard
- Jean Parot

L'auteur anonyme du Légendier lyonnais est également à compter au nombre de ceux qui écrivirent très tôt dans une belle langue francoprovençale lyonnaise, quoique sa langue soit mâtinée de langue d'oïl, preuve d'une tentative d'exporter ses légendes hagiographiques vers le Nord.

#### Tintin en francoprovençal
L'Alliance culturelle arpitane est à l'initiative de la publication en 2007 par les éditions Casterman d'un album de Tintin, L'Afére Pecârd, adaptation de L'Affaire Tournesol. Le titre est un hommage au professeur vaudois Auguste Piccard. Dans cet album, le capitaine Haddock s'exprime en langue lyonnaise, plantant de ce fait le château de Moulinsart dans les monts du Lyonnais. Tintin quant à lui parle en savoyard.

### Associations
- L'association « Amis du francoprovençal en pays lyonnais », basée à Yzeron, promeut et défend le francoprovençal dans le Pays lyonnais[3]. Elle édite un périodique, Lo creuseu.
- Fondée en 1913, l'association « Les Amis de Lyon et de Guignol »[4], basée aux musées Gadagne, défend la langue lyonnaise et comptait 600 membres en 2010.

## Le français lyonnais
Très semblable au parler savoyard, stéphanois et suisse, car tous issus de la rencontre entre le français et le francoprovençal[Quand ?], il est encore vivace en région lyonnaise où il subsiste sous de nombreuses formes[réf. nécessaire].